# Dalva Graciano Ribeiro
Dalva Graciano Ribeiro () es una botánica, taxónoma, fitogeógrafa, y profesora brasileña.
Licenciada en Ciencias Biológicas (1986) y Educación Física (1984) por la Universidad de Brasilia. Maestría en Ciencias Biológicas (Botánica) por la Universidad Estatal Paulista Julio de Mesquita Filho (1994) y doctorado en Ciencias Biológicas (Botánica) de la Universidad de São Paulo (2002). Se unió a la facultad de la Universidad de Brasilia por diecisiete años y actualmente profesora I asociada de la Universidad Federal de Goiás (UFG). Tuvo una beca de productividad en el CNPq-Nivel 2. Como investigadora tiene experiencia en botánica, con énfasis en anatomía aplicada a la taxonomía, actuando sobre anatomía aplicada vegetal, Cerrado, anatomía, taxonomía, y Poaceae Bambusoideae.

## Carrera
De 1983 a 1986, se graduó en Ciencias Biológicas, por la Universidad de Brasilia, UnB, Brasil. De 1992 a 1994, completó la maestría en Ciencias Biológicas (botánica) (CAPES Concepto 4) por la Universidad Estatal Paulista Julio de Mesquita Filho, UNESP, Brasil; defendiendo la tesis: Morfología y anatomía de culmos de poblaciones de cebada (Hordeum vulgare L.) y su relación con el acame. Director: Roberto Antonio Rodella. Fue becaria de la Coordinación de Educación Superior de Personal de Mejora, CAPES, Brasil. De 2011 a 2012 obtuvo el posdoctorado por la Universidad de Buenos Aires, UBA, Argentina.
Desde 2013, desarrolla actividades académicas y científicas en la Universidad Federal de Goiás, UFG, Brasil, como empleada federal, colocación funcional de profesora asociada, con una carga horaria de 40, y dedicación exclusiva.

## Algunas publicaciones
- d. Graciano-Ribeiro, d.y. Hashimoto-Freitas, n.m.a. Nassar. 2016. Comparative petiole anatomy of cassava (Manihot) species. Genetics & Molecular Research 15: 1 - 13.

- renata correa Martins, tarciso s. Filgueiras, dalva Graciano-Ribeiro, nélida silvia Somavilla. 2015. A new species of Allagoptera (Arecaceae) from the Cerrado of central Brazil. Phytotaxa (en Internet) 197: 115.

- c.s. Ferreira, w.s. Carmo, d. Graciano-Ribeiro, j.m.f. Oliveira, r.b. Melo, augusto césar Franco. 2015. Anatomia da lâmina foliar de onze espécies lenhosas dominantes nas savanas de Roraima. Revista Acta Amazónica 45: 337 - 346.

- adilson serafim Oliveira, cristiane silva Ferreira, dalva Graciano-Ribeiro, augusto césar Franco. 2015. Anatomical and morphological modifications in response to flooding by six Cerrado tree species. Acta Botanica Brasilica 29: 478 - 488.

- p.l. Viana, tarciso s. Filgueiras, dalva Graciano-Ribeiro. 2013. A New Woody Bamboo (Poaceae, Bambusoideae) from Central Brazil, Aulonemia xerophylla. Novon 22: 371 - 376.

- nádia Sílvia Somavilla, dalva Graciano-Ribeiro. 2012. Ontogeny and characterization of aerenchymatous tissues of Melastomataceae in the flooded and well-drained soils of a Neotropical savanna. Flora (Jena) 207: 212 - 222.

- dalva Graciano-Ribeiro, n. Nassar. 2012. A comparative anatomical study in cassava diploid and tetraploid hybrids. Plant Systematics & Evolution 275: .

- m.t. Faria, d.p. Costa, e.c. Vilela, dalva Graciano Ribeiro, h.d. Ferreira, s.c. Santos, j.c. Seraphin, p.h. Ferri. 2012. Chemotaxonomic markers in essential oils of Hypenia (Mart. ex Benth.) Harley. Journal of the Brazilian Chemical Society 23: 1844 - 1852.

- b. EDSON-CHAVES, sílvia dias da Costa Fernandes; dalva Graciano-Ribeiro. 2012. Aspectos anatômicos da raiz de Saccharum L. (Poaceae) nativas do Brasil. Heringeriana 6: 42 - 46.

- i.s. SANTANA, josé geraldo antunes de Paiva, dalva Graciano-Ribeiro, augusto cesar Franco. 2012. Penetração do hasutório secundário de Phthirusa ovata (Pohl ex DC.) Eichler (Loranthaceae) em Dalbergia miscolobium Benth. (Fabaceae). Heringeriana 6: 76 - 79.

- n.n. Bomfim, dalva GRACIANO-RIBEIRO, n.m.a. Nassar. 2011. Genetic diversity of root anatomy in wild and cultivated Manihot species. Genetics & Molecular Research 10: 544 - 551.

- desirée m. Ramos, josé f.m. Valls; regina célia de Oliveira, dalva Graciano-Ribeiro. 2011. A New Awned Species of (Poaceae, Panicoideae, Paniceae) from Brazil. Novon (Saint Louis, Mo.) 21: 368 - 372.

- n.n. Bomfim, dalva GRACIANO-RIBEIRO, n.m.a. Nassar. 2011. Anatomic changes due to interspecific grafting in cassava (Manihot esculenta). Genetics & Molecular Research 10: 1011 - 1021.

- nádia sílvia Somavilla, dalva Graciano-Ribeiro. 2011. Análise comparativa da anatomia foliar de Melastomataceae em ambiente de vereda e cerrado sensu stricto. Acta Botanica Brasílica (impreso) 25: 764 - 775.

- j.g. SILVA, m.t. Faria, e.r. OLIVEIRA, m.h. REZENDE, dalva Graciano-Ribeiro, h.d. FERREIRA, j.c. SERAPHIN, p.h. FERRI. 2011. Chemotaxonomic significance of volatile constituents in Hypenia (Mart. ex Benth.) Harley (Lamiaceae). Journal of the Brazilian Chemical Society (impreso) 22: 955 - 960.

- nagib m.a. Nassar, d.y. Hashimoto, dalva Graciano-Ribeiro. 2010. Genetic, embryonic and anatomical study of an interspecific cassava hybrid. Genetics & Molecular Research 9: 532 - 538.

- nagib m.a. Nassar, dalva Graciano-Ribeiro, paula f. Gomes, danielle y.c. Hashimoto. 2010. Alterations of reproduction system in a polyploidized cassava interspecific hybrid. Hereditas (Lund) 147: 58 - 61.

- nagib m.a. Nassar, l.f.a. Abreu, d.a.p. Teodoro, dalva GRACIANO-RIBEIRO. 2010. Drought tolerant stem anatomy characteristics in Manihot esculenta (Euphorbiaceae) and a wild relative. Genetics & Molecular Research 9: 1023 - 1031.

- nagib m.a. Nassar, dalva Graciano Ribeiro, nayra n. Bomfim, pollyanna t.c. Gomes. 2010. Manihot fortalezensis Nassar, Ribeiro, Bomfim et Gomes a new species of Manihot from Ceará, Brazil. Genetic Resources & Crop Evolution 57:

- l. Montti, m. Honaine, m. OSTERRIETH, dalva GRACIANO RIBEIRO. 2009. Phytolith analysis of Chusquea ramosissima Lindm. (Poaceae: Bambusoideae) and associated soils. Quaternary International 193: 80 - 89.

- sueli maria Gomes, nádia sílvia dalla nora Somavilla, kadja milena Gomes-Bezerra, sabrina do Couto de Miranda, plauto simão Carvalho; dalva Graciano-Ribeiro. 2009. Anatomia foliar de espécies de Myrtaceae: contribuições à taxonomia e filogenia. Acta Botanica Brasílica (impreso) 23: 223 - 238.

- dalva Graciano-Ribeiro, n. Nassar, d.y.c. Hashimoto, d. Teodoro, s.f. Miranda, lauana costa Nogueira. 2009. Vascular bundles in Manihot esculenta Crantz (Euphorbiaceae). Gene Conserve 8: 808/33 - 817.

- ----------------------------, d.y.c. Hashimoto, l.c. Nogueira, d. Teodoro, s.f. Miranda, n.m.a. Nassar. 2009. Internal phloem in an interspecific hybrid of cassava, an indicator of breeding value for drought resistance. Genetics & Molecular Research 8: 1139 - 1146.

- sílvia dias da Costa Fernandes, dalva Graciano-Ribeiro. 2009. Cana-de-açúcar: da antiguidade aos dias atuais. O Saber (Brasília) 2: 119 - 124.

- nagib m.a. Nassar, dalva Graciano-Ribeiro, d.y.c. Hashimoto, f. Gomes, j.o. Souza. 2009. Cytogenetics, Embryology, and Stem Anatomy of a Cassava Interspecific Hybrid. Cytologia 74: 267 - 271.

### Libros
- dalva Graciano-Ribeiro. 1997. Caderno de Estudo n. 6 - Anatomia Vegetal. 1° ed. Brasília: UNAB, 42 p.

## Honores

### Galardones[5]
- 2009: mención honrosa - PIBIC
- 2009: DPP-Universidade de Brasília.
- 2009: Melhores Trabalhos de Sessões - PIBIC -2009, DPP-UnB.
- 2009: "Premio Talento Estudantil 2009 " - 1.er Lugar - modalidade Pós-Graduação, Embrapa Recursos Genéticos e Biotecnologia.

### Revisora de periódicos
- 2004 - actual: Acta Botanica Brasilica
- 2006 - 2006: Revista Brasileira de Farmacognosia
- 2006 - actual: Brazilian Journal of Plant Physiology (1677-0420)
- 2006 - actual: Revista Árvore
- 2006 - actual: Revista Brasileira de Botânica
- 2007 - actual: Acta Scientiarum. Biological Sciences (en Internet) (1807-863X)
- 2008: Revista Brasileira de Botânica (impreso)
- 2008: Hoehnea
- 2010: Plant Cell Culture & Micropropagation

- La abreviatura «D.G.Ribeiro» se emplea para indicar a Dalva Graciano Ribeiro como autoridad en la descripción y clasificación científica de los vegetales.[6]